# Il trittico
Il trittico („Das Triptychon“) ist ein Opernzyklus von Giacomo Puccini, bestehend aus den drei stark kontrastierenden, jeweils etwa einstündigen Einaktern:
- Il tabarro („Der Mantel“). Libretto: Giuseppe Adami
- Suor Angelica („Schwester Angelica“). Libretto: Giovacchino Forzano
- Gianni Schicchi. Libretto: Giovacchino Forzano

## Hintergrund
Il trittico ist das Ergebnis der Bemühungen Puccinis, ein tragisches (Il tabarro), ein lyrisches (Suor Angelica) und ein heiteres Stück (Gianni Schicchi) an einem Abend zur Aufführung zu bringen. Obwohl es Puccini und seinen Librettisten gelang, die drei Teile dramaturgisch und musikalisch gut aufeinander abzustimmen, wird Il trittico bis heute eher selten als Gesamtwerk gespielt. Häufiger sind Einzelaufführungen des komödiantischen letzten Teils, Gianni Schicchi. Dieser Einakter wurde schon nach den ersten Aufführungen zum beliebtesten Teil des Tritticos, nicht zuletzt wegen der darin enthaltenen Arie der Lauretta: O mio babbino caro.

## Aufführungsgeschichte
Die Uraufführung des Trittico am 14. Dezember 1918 in der Reihenfolge Il tabarro, Suor Angelica und Gianni Schicchi an der Metropolitan Opera in New York City wurde vom Publikum positiv aufgenommen. Dirigent war Roberto Moranzoni, auf der Bühne wirkten u. a. Claudia Muzio, Geraldine Farrar, Flora Perini und Luigi Montesanto mit. Aufgrund der Reiseschwierigkeiten in der damaligen Nachkriegszeit war Puccini selbst nicht anwesend. Die erste Aufführung in Puccinis Heimatland Italien folgte am 11. Januar 1919 am Teatro Constanzi in Rom. Die Aufführung war ein Erfolg, vor allem der vergnügliche Gianni Schicchi wurde vom Publikum gefeiert. Im selben Jahr folgten Aufführungen in Buenos Aires, Rio de Janeiro und Chicago.
Aufführungen im deutschsprachigen Raum folgten, in der Übersetzung Alfred Brüggemanns, am 20. Oktober 1920 an der Wiener Staatsoper (u. a. mit Jeritza, Lehmann und Piccaver, Leitung: Schalk) und am 2. Februar 1921 am Hamburger Stadttheater (u. a. mit Rose Ader, Günther und Olszewska, Leitung: Carl Gotthardt). Am 28. März 1928 wurde Il trittico erstmals in Berlin an der Krolloper aufgeführt (u. a. mit Eisinger, Krenn und Pauly, Leitung: Zemlinsky). In neuerer Zeit hatte die Oper – in der Originalsprache – am 1. Mai 2021 Premiere im Hessischen Staatstheater Wiesbaden, eine Wiederaufnahme erfolgte am 17. März 2023. Am 14. März 2023 gab es in der Hamburger Staatsoper eine weitere Premiere; bemerkenswert hier die Hinzufügung einer eigenen, durchaus kontrovers beurteilten Rahmenhandlung des Regie führenden Axel Ranisch. Die Deutsche Oper Berlin nahm am 30. September 2023 Il trittico in der Regie Pınar Karabuluts wieder in ihren Spielplan auf.